# Coppa del mondo di triathlon del 2004
La Coppa del mondo di triathlon del 2004 (XIV edizione) è consistita in una serie di dodici gare.
Tra gli uomini ha vinto il kazako Dmitriy Gaag. Tra le donne si è aggiudicata la coppa del mondo la tedesca Anja Dittmer.

## Risultati

### Classifica generale

#### Élite Uomini
| Pos. | Nome                   | Paese         | Punti |
| ---- | ---------------------- | ------------- | ----- |
|      | Dmitriy Gaag           | Kazakistan    | 403   |
|      | Volodymyr Polikarpenko | Ucraina       | 255   |
|      | Stuart Hayes           | Regno Unito   | 240   |
| 4    | Bevan Docherty         | Nuova Zelanda | 200   |
| 5    | Kris Gemmell           | Nuova Zelanda | 194   |
| 6    | Hunter Kemper          | Stati Uniti   | 172   |
| 7    | Chris Hill             | Australia     | 160   |
| 8    | Tim Don                | Regno Unito   | 139   |
| 9    | Bryce Quirk            | Australia     | 130   |
| 10   | Shane Reed             | Nuova Zelanda | 126   |

#### Élite donne
| Pos. | Nome              | Paese       | Punti |
| ---- | ----------------- | ----------- | ----- |
|      | Anja Dittmer      | Germania    | 473   |
|      | Annabel Luxford   | Australia   | 345   |
|      | Liz Blatchford    | Regno Unito | 288   |
| 4    | Michelle Dillon   | Regno Unito | 255   |
| 5    | Maxine Seear      | Australia   | 238   |
| 6    | Vanessa Fernandes | Portogallo  | 230   |
| 7    | Pip Taylor        | Australia   | 220   |
| 8    | Loretta Harrop    | Australia   | 175   |
| 9    | Jill Savege       | Canada      | 171   |
| 10   | Pilar Hidalgo     | Spagna      | 167   |

### La serie
ishigaki - Giappone 
11 aprile 2004
| Pos. | Uomini         | Uomini        | Uomini   | Donne           | Donne       | Donne    |
| Pos. | Atleta         | Paese         | Tempo    | Atleta          | Paese       | Tempo    |
| ---- | -------------- | ------------- | -------- | --------------- | ----------- | -------- |
|      | Bevan Docherty | Nuova Zelanda | 01:48:32 | Maxine Seear    | Australia   | 02:00:25 |
|      | Dmitriy Gaag   | Kazakistan    | 01:48:51 | Michelle Dillon | Regno Unito | 02:00:36 |
|      | Paul Amey      | Regno Unito   | 01:49:09 | Kiyomi Niwata   | Giappone    | 02:01:16 |

Mazatlán - Messico 
25 aprile 2004
| Pos. | Uomini          | Uomini      | Uomini   | Donne        | Donne     | Donne    |
| Pos. | Atleta          | Paese       | Tempo    | Atleta       | Paese     | Tempo    |
| ---- | --------------- | ----------- | -------- | ------------ | --------- | -------- |
|      | Simon Whitfield | Canada      | 01:50:31 | Carla Moreno | Brasile   | 02:01:04 |
|      | Dmitriy Gaag    | Kazakistan  | 01:50:36 | Anja Dittmer | Germania  | 02:01:05 |
|      | Hunter Kemper   | Stati Uniti | 01:50:36 | Maxine Seear | Australia | 02:01:09 |

Tongyeong - Corea del Sud 
12 giugno 2004
| Pos. | Uomini       | Uomini      | Uomini   | Donne       | Donne       | Donne    |
| Pos. | Atleta       | Paese       | Tempo    | Atleta      | Paese       | Tempo    |
| ---- | ------------ | ----------- | -------- | ----------- | ----------- | -------- |
|      | Dmitriy Gaag | Kazakistan  | 01:50:27 | Leanda Cave | Regno Unito | 02:00:18 |
|      | Bryce Quirk  | Australia   | 01:50:28 | Pip Taylor  | Australia   | 02:01:03 |
|      | Seth Wealing | Stati Uniti | 01:50:34 | Jill Savege | Canada      | 02:01:14 |

Edmonton - Canada 
11 luglio 2004
La gara maschile è stata annullata per le avverse condizioni climatiche.
| Pos. | Nome              | Paese         | Totale   |
| ---- | ----------------- | ------------- | -------- |
|      | Loretta Harrop    | Australia     | 01:58:11 |
|      | Rina Hill         | Australia     | 01:58:12 |
|      | Samantha Warriner | Nuova Zelanda | 01:59:04 |

Corner Brook - Canada 
18 luglio 2004
| Pos. | Uomini          | Uomini        | Uomini   | Donne           | Donne     | Donne    |
| Pos. | Atleta          | Paese         | Tempo    | Atleta          | Paese     | Tempo    |
| ---- | --------------- | ------------- | -------- | --------------- | --------- | -------- |
|      | Nathan Richmond | Nuova Zelanda | 01:56:33 | Kathleen Smet   | Belgio    | 02:08:11 |
|      | Joe Umphenour   | Stati Uniti   | 01:56:40 | Pip Taylor      | Australia | 02:08:41 |
|      | Victor Plata    | Stati Uniti   | 01:56:48 | Annabel Luxford | Australia | 02:09:04 |

Salford - Regno Unito 
25 luglio 2004
| Pos. | Uomini         | Uomini      | Uomini   | Donne           | Donne       | Donne    |
| Pos. | Atleta         | Paese       | Tempo    | Atleta          | Paese       | Tempo    |
| ---- | -------------- | ----------- | -------- | --------------- | ----------- | -------- |
|      | Maik Petzold   | Germania    | 01:56:23 | Michelle Dillon | Regno Unito | 02:08:56 |
|      | Stuart Hayes   | Regno Unito | 01:56:42 | Mirinda Carfrae | Australia   | 02:09:16 |
|      | Steffen Justus | Germania    | 01:56:48 | Liz Blatchford  | Regno Unito | 02:09:17 |

Tiszaújváros - Ungheria 
```
1º agosto 2004
[
8
]
```

| Pos. | Uomini                 | Uomini        | Uomini   | Donne                  | Donne     | Donne    |
| Pos. | Atleta                 | Paese         | Tempo    | Atleta                 | Paese     | Tempo    |
| ---- | ---------------------- | ------------- | -------- | ---------------------- | --------- | -------- |
|      | Shane Reed             | Nuova Zelanda | 01:41:33 | Anja Dittmer           | Germania  | 01:52:34 |
|      | Stephane Poulat        | Francia       | 01:42:19 | Pilar Hidalgo Iglesias | Spagna    | 01:53:00 |
|      | Volodymyr Polikarpenko | Ucraina       | 01:42:45 | Lenka Kovarova         | Rep. Ceca | 01:53:49 |

Amburgo - Germania 
5 settembre 2004
| Pos. | Uomini                 | Uomini    | Uomini   | Donne                  | Donne     | Donne    |
| Pos. | Atleta                 | Paese     | Tempo    | Atleta                 | Paese     | Tempo    |
| ---- | ---------------------- | --------- | -------- | ---------------------- | --------- | -------- |
|      | Rasmus Henning         | Danimarca | 01:47:41 | Anja Dittmer           | Germania  | 01:58:29 |
|      | Filip Ospalý           | Rep. Ceca | 01:47:55 | Pilar Hidalgo Iglesias | Spagna    | 01:58:59 |
|      | Volodymyr Polikarpenko | Ucraina   | 01:47:58 | Annabel Luxford        | Australia | 01:59:33 |

Madrid - Spagna 
19 settembre 2004
| Pos. | Uomini                 | Uomini      | Uomini   | Donne             | Donne       | Donne    |
| Pos. | Atleta                 | Paese       | Tempo    | Atleta            | Paese       | Tempo    |
| ---- | ---------------------- | ----------- | -------- | ----------------- | ----------- | -------- |
|      | Frédéric Belaubre      | Francia     | 01:54:44 | Vanessa Fernandes | Portogallo  | 02:06:33 |
|      | Volodymyr Polikarpenko | Ucraina     | 01:55:07 | Liz Blatchford    | Regno Unito | 02:06:57 |
|      | Stuart Hayes           | Regno Unito | 01:55:16 | Annabel Luxford   | Australia   | 02:07:42 |

Gamagōri - Giappone 
26 settembre 2004
| Pos. | Uomini       | Uomini        | Uomini   | Donne           | Donne     | Donne    |
| Pos. | Atleta       | Paese         | Tempo    | Atleta          | Paese     | Tempo    |
| ---- | ------------ | ------------- | -------- | --------------- | --------- | -------- |
|      | Kris Gemmell | Nuova Zelanda | 01:58:06 | Annabel Luxford | Australia | 02:09:24 |
|      | Dmitriy Gaag | Kazakistan    | 01:58:10 | Anja Dittmer    | Germania  | 02:09:51 |
|      | Stuart Hayes | Regno Unito   | 01:58:14 | Nicole Hackett  | Australia | 02:10:11 |

Cancún - Messico 
31 ottobre 2004
| Pos. | Uomini           | Uomini      | Uomini   | Donne         | Donne       | Donne    |
| Pos. | Atleta           | Paese       | Tempo    | Atleta        | Paese       | Tempo    |
| ---- | ---------------- | ----------- | -------- | ------------- | ----------- | -------- |
|      | Cédric Fleureton | Francia     | 01:54:01 | Anja Dittmer  | Germania    | 02:05:51 |
|      | Hunter Kemper    | Stati Uniti | 01:54:14 | Joanna Zeiger | Stati Uniti | 02:06:07 |
|      | Tim Don          | Regno Unito | 01:54:30 | Sandra Soldan | Brasile     | 02:06:24 |

Rio de Janeiro - Brasile 
7 novembre 2004
| Pos. | Uomini                           | Uomini  | Uomini   | Donne             | Donne       | Donne    |
| Pos. | Atleta                           | Paese   | Tempo    | Atleta            | Paese       | Tempo    |
| ---- | -------------------------------- | ------- | -------- | ----------------- | ----------- | -------- |
|      | Cedric Deanaz                    | Francia | 01:49:37 | Vanessa Fernandes | Portogallo  | 01:59:26 |
|      | Marko Albert                     | Estonia | 01:49:44 | Liz Blatchford    | Regno Unito | 01:59:47 |
|      | Antonio Marcos De Souza Da Silva | Brasile | 01:49:59 | Jill Savege       | Canada      | 02:00:00 |